# Trinidad and Tobago International 2015
Die Trinidad and Tobago International 2015 als offene internationale Meisterschaften von Trinidad und Tobago im Badminton fanden vom 20. bis zum 24. Mai 2015 in St. Augustine statt. Das Preisgeld betrug 5000 US-Dollar.

## Sieger und Platzierte
| Disziplin    | Gold                                 | Silber                          | Bronze                                 |
| ------------ | ------------------------------------ | ------------------------------- | -------------------------------------- |
| Herreneinzel | Martin Giuffre                       | Luis Ramón Garrido              | Osleni Guerrero                        |
| Herreneinzel | Martin Giuffre                       | Luis Ramón Garrido              | Rosario Maddaloni                      |
| Dameneinzel  | Elisabeth Baldauf                    | Jeanine Cicognini               | Haramara Gaitan                        |
| Dameneinzel  | Elisabeth Baldauf                    | Jeanine Cicognini               | Camilla Garcia                         |
| Herrendoppel | Luis Ramón Garrido Lino Muñoz        | Job Castillo Antonio Ocegueda   | Alistair Espinoza Will Lee             |
| Herrendoppel | Luis Ramón Garrido Lino Muñoz        | Job Castillo Antonio Ocegueda   | William Cabrera Nelson Javier          |
| Damendoppel  | Haramara Gaitan Sabrina Solis        | Cynthia González Mariana Ugalde | Chou Ting Ting Camila Macaya           |
| Damendoppel  | Haramara Gaitan Sabrina Solis        | Cynthia González Mariana Ugalde | Avril Plaza Marcelle Kamasha Robertson |
| Mixed        | David Obernosterer Elisabeth Baldauf | Lino Muñoz Cynthia González     | Job Castillo Sabrina Solis             |
| Mixed        | David Obernosterer Elisabeth Baldauf | Lino Muñoz Cynthia González     | Iván León Camila Macaya                |